# Luyten 726-8
Luyten 726-8 (auch Gliese 65) ist ein Doppelsternsystem aus zwei Roten Zwergen und mit einer Entfernung von 8,7 Lichtjahren einer der nächsten Nachbarn der Sonne. Die Komponente Luyten 726-8 B des Doppelsternsystems ist der bekannte Flarestern UV Ceti, die etwas hellere Komponente Luyten 726-8 A ist ebenfalls ein Flarestern (BL Ceti), allerdings mit einer geringeren typischen Helligkeitsamplitude.
Das Doppelsternsystem wurde 1948 von Willem Jacob Luyten entdeckt, nach dem es auch benannt ist. Die beiden Komponenten umkreisen einander mit einer Periode von 26,5 Jahren in einem Abstand, der zwischen 2,1 AE im Periastron und 8,8 AE im Apastron schwankt.
Der nächste Nachbarstern des Systems Luyten 726-8 ist der sonnenähnliche Einzelstern Tau Ceti in einer Entfernung von 3,2 Lichtjahren.
Nach einer Berechnung von Robert A. J. Mathews war das Doppelsternsystem Luyten 726-8 bis vor 32.000 Jahren der sonnennächste Stern. Durch die unterschiedlichen Geschwindigkeiten der Sternenbahnen wurde er damals von Proxima Centauri abgelöst.